# Arbeitsgesetzbuch (DDR)
Das Arbeitsgesetzbuch der Deutschen Demokratischen Republik war eine grundlegende gesetzliche Regelung des Arbeitsrechts für die Beschäftigten und Betriebe der DDR, wobei einheitlich die Rechte und Pflichten festgelegt wurden. Das AGB wurde am 16. Juni 1977 (GBl. I S. 185 f.) von der Volkskammer beschlossen und trat am 1. Januar 1978 in Kraft. Vorläufer waren das Gesetz der Arbeit zur Förderung und Pflege der Arbeitskräfte, zur Steigerung der Arbeitsproduktivität und zur weiteren Verbesserung der materiellen und kulturellen Lage der Arbeiter und Angestellten, das am 1. Mai 1950 in Kraft trat, und das Gesetzbuch der Arbeit der Deutschen Demokratischen Republik vom 12. April 1961.

## Struktur
Das AGB umfasste ursprünglich 17 Kapitel:
1. Grundsätze des sozialistischen Arbeitsrechts
2. Leitung der Betriebe und Mitwirkung der Werktätigen
3. Abschluss, Änderung und Auflösung des Arbeitsvertrages
4. Arbeitsorganisation und sozialistische Arbeitsdisziplin
5. Lohn und Prämie
6. Berufsausbildung
7. Aus- und Weiterbildung
8. Arbeitszeit
9. Erholungsurlaub
10. Gesundheits- und Arbeitsschutz
11. Geistig-kulturelles und sportliches Leben
12. Besondere Rechte der werktätigen Frau und Mutter
13. Arbeitsrechtliche Verantwortlichkeit der Werktätigen
14. Schadensersatzleistungen des Betriebes
15. Sozialversicherung der Arbeiter und Angestellten
16. Kontrolle der Einhaltung des Arbeitsrechts
17. Entscheidung von Arbeitsstreitfällen und von Streitigkeiten auf dem Gebiet der Sozialversicherung der Arbeiter und Angestellten.

## Anwendung
Das AGB galt für alle Arbeiter und Angestellten einschließlich der Heimarbeiter und Lehrlinge in volkseigenen Betrieben und Kombinaten, sozialistischen Genossenschaften, staatlichen Organen und Einrichtungen sowie bei gesellschaftlichen Organisationen. Es wurde auch auf die Arbeitsrechtsverhältnisse der Beschäftigten in Betrieben anderer Eigentumsformen und auf Arbeitsrechtsverhältnisse, die zwischen Bürgern begründet wurden, angewandt, soweit dafür keine besonderen Rechtsvorschriften bestanden (§ 15 Abs. 2 AGB und die Verordnung(VO) über die Anwendung des AGB in  Handwerks- und Gewerbebetrieben und Einrichtungen vom 3. November 1977 (GBl. I 1997 Nr. 34 S. 370)).
Es galt auch für die Arbeitsrechtsverhältnisse des unter § 15 Abs. 3 AGB genannten Personenkreises, für den jedoch Besonderheiten geregelt werden konnte. Das ABG wurde durch eine Reihe nachgeordneter Rechtsvorschriften, welche vor allem die Grundsatzregelungen konkretisierten oder Einzelheiten zur Durchführung der in ihm enthaltenen Normen regelten, ergänzt. Diese Rechtsvorschriften wurden teilweise nach Inkrafttreten des AGB erlassen. Für andere wurde bei seinem Inkrafttreten die Weitergeltung erklärt.

## Nachfolgende Rechtsvorschriften
Nachfolgende Rechtsvorschriften bestanden vor allem als Verordnungen und Durchführungsbestimmung (DB) zu diesen (z. B. auf den Gebieten der Gewährung von Prämien, der Berufsausbildung, der Erholungserlaubnis, des Gesundheits- und Arbeitsschutzes, der Sozialversicherung der Arbeiter und Angestellten einschließlich der freiwilligen Zusatzrentenversicherung, der Bildung und Tätigkeit der Konfliktkommissionen und der Anwendung des AGB in Handwerks- und Gewerbebetrieben und Einrichtungen), als Anordnung (AO) der Minister und Leiter anderer zentraler Staatsorgane (z. B. in der Arbeitsrechtsfähigkeit über die freiwillige produktive Tätigkeit der Schüler während der Ferien, die Sicherung des Rechts auf Arbeit für Rehabilitanden, den Abschluss von Einzelverträgen, die Gewährung von Sonderprämien für Materialeinsparungen und die Erschließung volkswirtschaftlicher Reserven, die Entschädigungszahlungen bei Dienstreisen u. a.) und als  Rahmenkollektivverträge und Nachträge dazu für die einzelnen Zweige und Bereiche der Volkswirtschaft und für bestimmte Personengruppen.
Die Rechtsvorschriften wurden zum Teil ergänzt und weiter konkretisiert in normativen betrieblichen Regelungen, wie dem Betriebskollektivvertrag, der Arbeitsordnung, den Lohnformvereinbarungen u. a.
Das AGB ist mit der Wiedervereinigung außer Kraft getreten. Einzelne Bestimmungen galten vorübergehend fort. Geregelt ist dies in der Anlage zum Einigungsvertrag: Anlage II Kapitel VIII, Sachgebiet A – Arbeitsrechtsordnung, Abschnitt III.

### Materialien
- Ministerium für Arbeit: Verordnung zum Schutz der Arbeitskraft vom 25. Oktober 1951. Mit dem Gesetz der Arbeit vom 19. April 1950. Deutscher Zentralverlag, Berlin.
- Bundesvorstand des FDGB: Gesetzbuch der Arbeit der DDR vom 12. April 1961. Verlag Tribüne, Berlin 1961.
- Staatliche Plankommission Kommission für Arbeit und Löhne (Hrsg.): Gesetzbuch der Arbeit und andere ausgewählte rechtliche Bestimmungen arbeitsrechtlichen Inhalts.  Staatsverlag der DDR, Berlin 1964.
- Staatssekretariat für Arbeit und Löhne (Hrsg.): Arbeitsgesetzbuch der DDR mit Einführungsgesetz.  Textausgabe mit Sachregister, Verlag Tribüne / Staatsverlag der DDR, 1977.
- Staatssekretariat für Arbeit und Löhne (Hrsg.): Unser Arbeitsgesetzbuch – Eine Einführung vom Bundesvorstand des FDGB.  Verlag Tribüne / Staatsverlag der DDR, 1977.

### Einführungen
- Ulrich Lohmann: Das neue Arbeitsgesetzbuch der DDR. In: Recht der Arbeit 1978, S. 356–362.
- Wera Thiel: Arbeitsrecht in der DDR. Ein Überblick über die Rechtsentwicklung und der Versuch einer Wertung. VS Verlag für Sozialwissenschaften Wiesbaden, 1997, ISBN 978-3-663-09289-6.